# Gretchen Barthelmes
Elisabeth Margarete Bertha „Gretchen“ Barthelmes, geb. Fleischhacker, (* 5. März 1874 in Leipzig; † 20. Juni 1945 in Schreckendorf) war eine deutsche Schriftstellerin. Sie schrieb auch unter dem Pseudonym Hanna Aschenbach und Hanna Barthelmes.

## Leben
Sie kam als eines von fünf Geschwistern in Leipzig zur Welt. Ihre gebildeten Eltern zogen mit den Kindern häufig um, sodass sie schon in jungen Jahren in den Städten Leipzig, Frankfurt am Main, Offenburg, Genf, Zürich, Stuttgart und Dresden gelebt hatte. Hinzu kamen zahlreiche Reisen mit der Familie.
Sie besuchte die höhere Töchterschule in München bei Dr. Hans Winter und verheiratete sich schließlich 1902 mit dem Tierarzt Johannes Barthelmes, mit dem sie in Gerstungen lebte. Ihr literarisches Debüt, der Roman Else, erschien 1899.

## Werke (Auswahl)
- Else. Roman. 1899.[3]
- Fräulein Chef. Roman von Hanna Aschenbach. Meister, Werdau 1904. (im Herbst 1910 als Fortsetzungsroman in der Schlesischen Volkszeitung veröffentlicht)
- Mädchenlose. Roman. Pierson, Dresden 1907.
- Hilde Rheineck. Roman von Hanna Barthelmes. Pierson, Dresden 1908.
- Um eine Krone. Roman von Hanna Aschenbach. Duncker, Berlin 1917.
- Der Ahnenruf. Roman von Hanna Aschenbach. Duncker, Berlin 1918.
- Böser Zungen Werke. Roman von Hanna Aschenbach. Meister, Werdau 1920.